# 고추나무
고추나무(Staphylea bumalda)는 한국·중국·일본 등지에 분포하는 낙엽활엽 관목 또는 소교목으로, 전국의 표고 100~500m 사이의 계곡이나 산록, 산골짜기에서 자란다. 높이는 3-5m이고, 가지는 둥글며 회록색이다. 잎은 마주나고 3출복엽이다. 5-6월에 가지 끝에 원추꽃차례로 흰꽃이 핀다. 꽃받침·꽃잎·수술은 각각 5개이고 1개의 암술은 위쪽에서 2개로 갈라지며 각각 1개의 암술대가 있다. 삭과는 고무베개처럼 부푼 반원형으로서 윗부분이 2개로 갈라지고 9-10월에 익는다. 씨방은 2실이며 각각 1-2개의 거꿀달걀형으로서 약간 납작한 황색의 종자가 들어 있다. 목재는 나무못·젓가락 또는 땔감으로 이용되며 어린잎은 식용한다.

## 유래
고추나무라는 이름은 이 나무의 잎 모양이 고춧잎과 비슷한 데서 유래된 것이다. <훈몽자회(訓蒙字會)>에서 고(苦)는 불이 붙을 것 같은 자극 있는 맛 때문에, 초(椒)는 불기가 치솟는 것 같이 맵기 때문이라고 풀이되어 있다.